# نقل الأمين

نقل مجموعة الامين بين حمض أميني و حمض ألفا-كيتو

عملية نقل الأمين | هو تفاعل كيميائي بين جزيئين، الأول هو حمض أميني والذي يحتوي على مجموعة الأمين (NH2)، والثاني هو حمض كيتو(أحد مشتقات الأحماض الدهنية) والذي يحتوي مجموعة (=O) الأكسجين ورابطة ثنائية؛ تنتقل فيه مجموعة الأمين إلى الجزيء الآخر .
هذا هو أحد الطرق الهامة التي تتم في جسم الإنسان لتحول أحماضا أمينية ضرورية إلى احماض أمينية غير ضرورية في الجسم . الأحماض الأمينية الضرورية للإنسان (وعددها 10) يجب تعاطيها في الغذاء (وهي توجد في اللحوم والأسماك والحليب والجبن والبيض) ، وأما الاحماض الأمينية الغير ضرورية فهي يمكن للجسم تصنيعها، بالتالي لا يحدث فيها عجزا يضر الجسم.
في الكيمياء الحيوية تتم عملية نقل الأمين في متقدرات الخلايا في دورة اسمها دورة حمض الستريك حيث يقوم إنزيم ترانسميناز أو أمينوترانسفيراز . وفي أحد خطوات تلك الدورة يعمل ألفا-كيتوغلوتارات على اكتساب مجموعة أمين يعمل ويتحول إلى الحمض الأميني غلوتامات. الغلوتامات هو حمض أميني يمكن للجسم تصنيعه، بالتالي لا يحدث فيه نقص إذا لم يأخذه الإنسان في غذائه.
Aminoacid + α-ketoglutarate ↔ α-keto acid + Glutamate
كما يمكن للجسم تصنيع الأسبرتات من حمض الغلوتامات . تنتقل مجموعة الأمين من الغلوتامات إلى أوكسالوأسيتات وفي خطوة ثانية ينتج الأسبرتات ، طبقا للتفاعل :
حمض الجلوتاميك  +  oxaloacetate  ↔  α-ketoglutarate + حمض الأسبارتيك
فالأسبرتات هو حمض أميني غير أساسي للإنسان ، لكن الجسم يستطيع تخليقه من أحماض أمينية أخرى مثل الغلوتامات.

## اقرأ أيضا
- ألفا-كيتوغلوتارات
- حمض كيتو
- حمض أميني ضروري